# Python brongersmai
La pitón de sangre, pitón roja de cola corta o pitón de cola corta de Brongersma (Python brongersmai), es un reptil escamoso del suborden Serpentes. Es una especie no venenosa nativa de Sumatra, la península malaya y demás islas adyacentes. Es un representante del grupo de Python curtus, formado por esta especie junto a Python breitensteini, recientemente reconocidas como especies plenas. Una característica representativa de la especie es que tiene la capacidad de girar sus ojos independientemente (parecido a como lo hacen los camaleones), gracias a esto pueden mirar a sus presas sin necesidad de girar la cabeza.

## Comportamiento
P. brongersmai tiene hábitos principalmente crepusculares. Como el resto de pitones, al carecer de veneno, son constrictoras, es decir que la pitón mata a su presa por sofocación, anulando la entrada de oxígeno de su víctima. Cada vez que la presa exhala, la serpiente la aprieta más, y no deja de hacerlo hasta que nota que el corazón de su víctima deja de latir.

## Distribución y hábitat
La pitón de cola corta de Brongersma se encuentra en Tailandia, Malasia occidental, Sumatra (al este de la cordillera de Barisan) y en gran parte de las islas del estrecho de Malaca:
- Isla de Bangka
- Islas Lingga
- Archipiélago de Riau
- Penang

Frecuentan hábitats húmedos cómo pantanos o bosques tropicales, aunque principalmente estos primeros.

## Etimología
Su nombre específico es en honor al herpetólogo holandés Leo Daniël Brongersma.

## Tamaño
Los ejemplares recién nacidos miden entre 25 y 43 cm (incluyendo la cola). Una vez son adultos se observa un ligero diformismo sexual, las hembras son de un tamaño mayor, entre 120 y 180 cm, mientras que los machos únicamente entre 91 y 152 cm. El mayor tamaño registrado fue un ejemplar de 240 cm. Debido a su estructura es una serpiente que suele presentar una gran masa en comparación con una longitud pequeña.

## Esperanza de vida
En condiciones óptimas y en cautividad esta especie tiene una esperanza de vida de unos 20 años. 

## Reproducción
Las P. brongersmai son ovíparas. Después del apareamiento las hembras depositan unos 30 huevos, los cuales incubará rodeándolos con su cuerpo hasta que estos eclosionen.

## Pigmentación

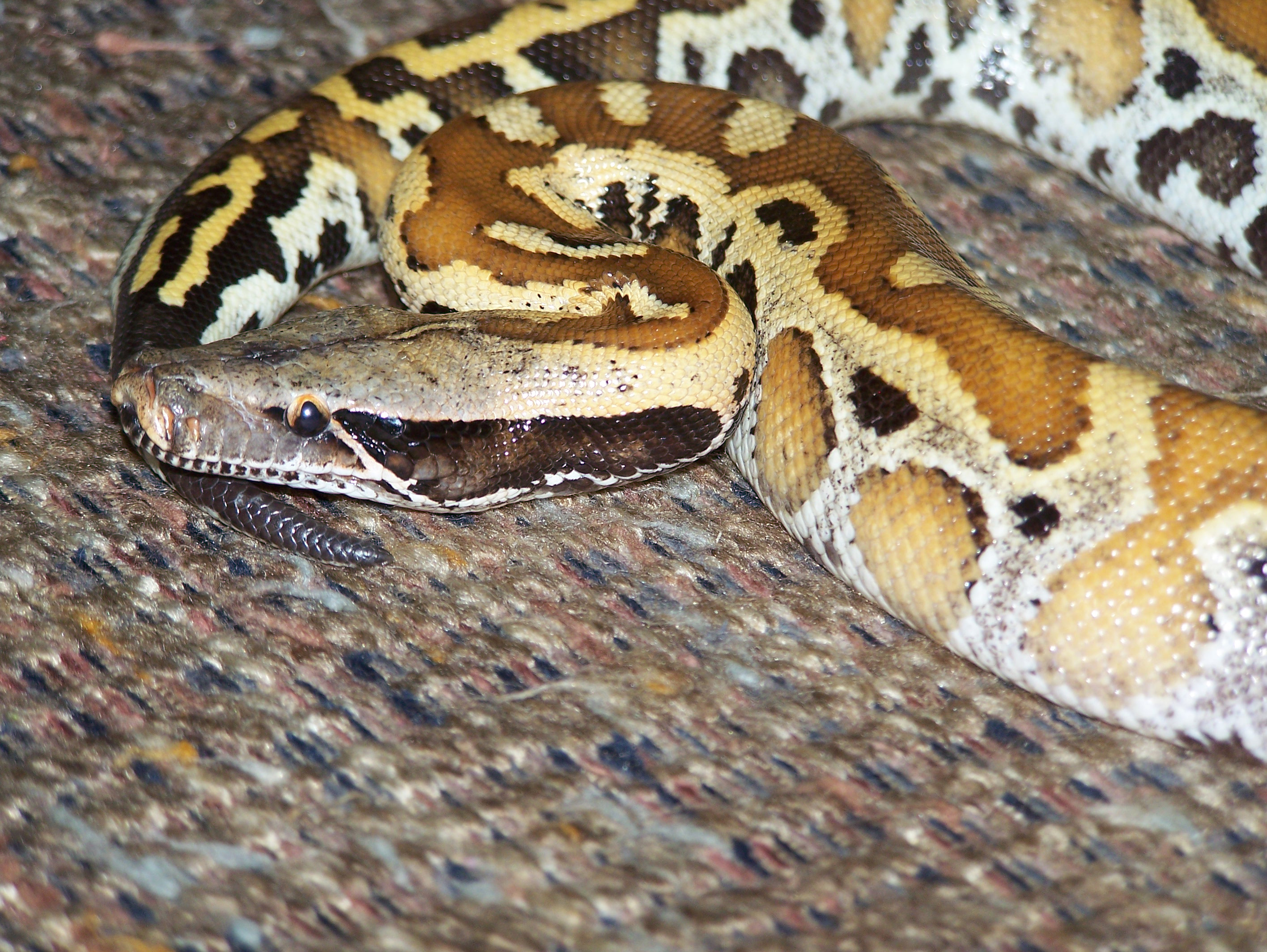
Patrones en la piel de una P. brongersmai

La coloración de P. brongersmai varía desde un rojo brillante hasta rojos oscuros y opacos, pasando por diferentes naranjas y hasta poblaciones marrones y amarillas. Además poseen manchas y rayas amarillentas extendidas por todo el cuerpo y en los flancos manchas negras (como se puede ver en la fotografía a la izquierda). El vientre de estas pitones es blanco, a menudo con pequeñas manchas negras. La cabeza tiene un tono más grisáceo que el resto del cuerpo y siempre con una raya blanca debajo del globo ocular, dicha raya se prolonga hasta dar la vuelta y volver al ojo.

## Comercio
Aunque inicialmente conocida como una especie agresiva e impredecible, cada vez se está volviendo más popular para cría en cautividad. Los primeros especímenes en cautiverio eran adultos capturados en Malasia. Los ejemplares provenientes de Malasia eran más agresivos que los de Sumatra, de dónde descienden la mayoría de individuos cautivos actualmente. Las pitones criadas en cautiverio son más apacibles, esto, junto con un linaje de serpientes de colores más vivos, ayuda a aumentar la popularidad de la especie en la cría en cautiverio. La pitón de cola corta de Brongersma forma parte del comercio internacional de cuero.

## Taxonomía
En un principio la especie fue descubierta en 1938 por Olive Griffith Stull, pero se la catalogó como Python curtus brongersmai, una subespecie de Python curtus.El taxón no se ha considerado cómo especie hasta el año 2000, por Olivier Sylvain Gérard Pauwels

## Lecturas
- Barker, Dave; Barker, Tracy (noviembre de 2007). "Blood Pythons". Reptiles Magazine. Bowtie.
- McDiarmid RW, Campbell JA, Touré TA (1999).Snake Species of the World:  A Taxonomic and Geographic Reference, Volume 1. Washington, Distrito de Columbia: Herpetologists' Liga. 511 pp.  ISBN 1-893777-00-6 (serie).  ISBN 1-893777-01-4 (volumen).
- Pauwels OSG, Laohawat O-Un, David P, Bour R, Dangsee P, Puangjit C, Chimsunchart C (2000). "Herpetological investigations in Phang-Nga Province, southern Peninsular Thailand, with a list of reptile species and notes on their biology". Dumerilia 4 (2): 123-154. (Python brongersmai, p. 138).
- Richard Shine, Ambariyanto, Harlow PS, Mumpuni (1999). "Ecological attributes of two commercially harvested Python species in Northern Sumatra". J. Herpetol. 33 (2): 249-257. (Python brongersmai, new combination).